# NGC 5661
NGC 5661 (другие обозначения — UGC 9346, MCG 1-37-23, ZWG 47.81, 8ZW 431, IRAS14294+0628, PGC 51921) — спиральная галактика с перемычкой (SBb) в созвездии Дева.
Этот объект входит в число перечисленных в оригинальной редакции «Нового общего каталога».